# Chrysops woodi
Chrysops woodi är en tvåvingeart som beskrevs av Sheffield Airey Neave 1915. Chrysops woodi ingår i släktet Chrysops och familjen bromsar. Inga underarter finns listade i Catalogue of Life.